# Xylena
Xylena is een geslacht van nachtvlinders uit de familie van de uilen (Noctuidae).

## Soorten
- X. (Lithomoia) solidaginis (Hübner, 1803) - bruine bosbesui
- X. ampla Walker, 1865
- X. apicimacula Yoshimoto, 1993
- X. brucei Smith, 1892
- X. buckwelli Rungs, 1952
- X. cineritia Grote, 1874
- X. confusa Kononenko & Ronkay, 1998
- X. curvimacula Morrison, 1874
- X. changi Horie, 1993
- X. exsoleta (Linnaeus, 1758) - roetvlek
- X. formosa Butler, 1878
- X. fumosa Butler, 1878
- X. japonica Hoene, 1917
- X. lunifera Warren, 1910
- X. nepalina Yoshimoto, 1993
- X. nihonica (Hoene, 1917)
- X. nupera Lintner, 1874
- X. plumbeopaca Hreblay & Ronkay, 2000
- X. sugii Kobayashi, 1993
- X. tanabei Owada, 1993
- X. tatajiana Chang, 1991
- X. thoracica Putnam-Cramer, 1886
- X. vetusta (Hübner, 1813) - houtkleurige vlinder

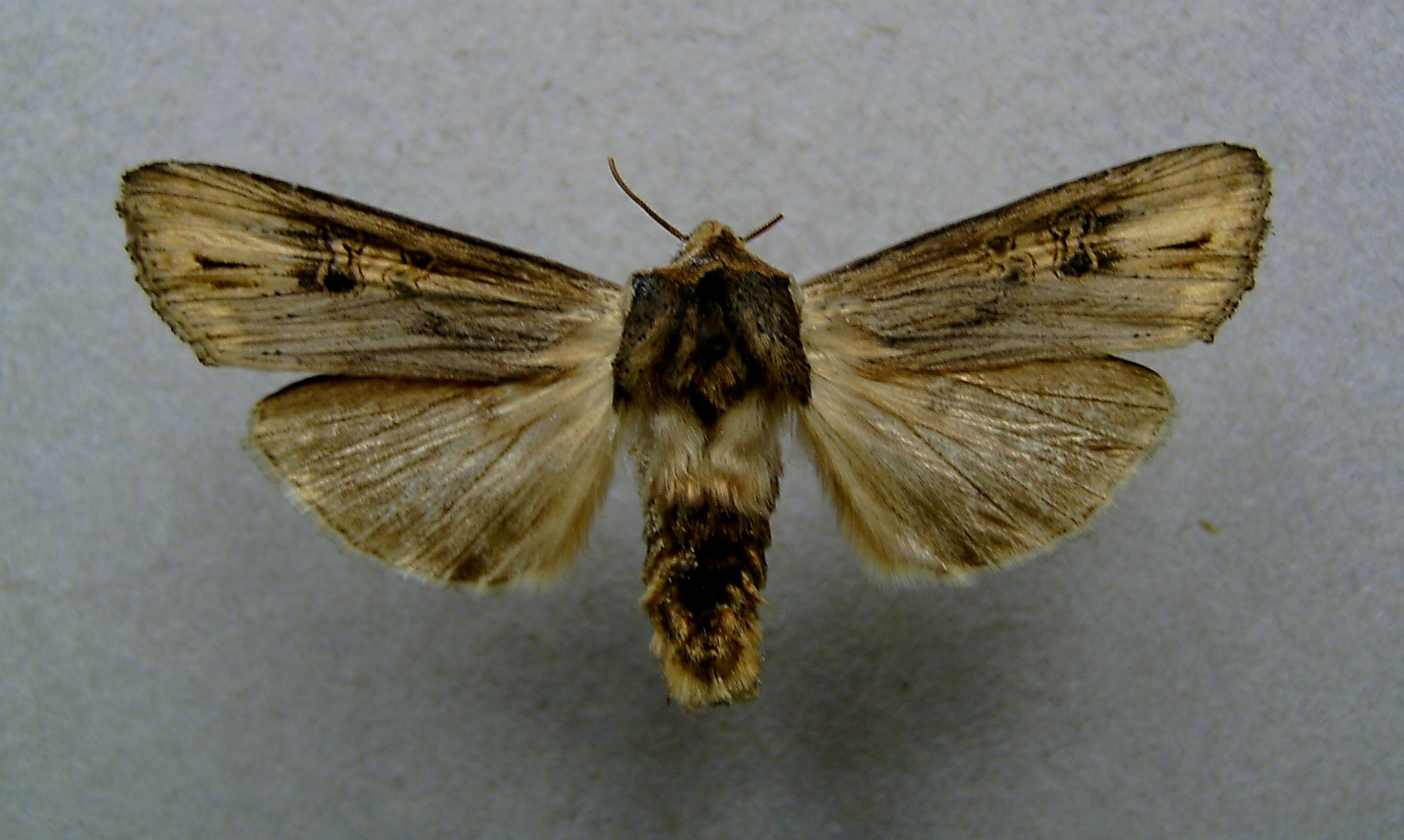
Roetvlek (Xylena exsoleta)